# Ballana cuna
Ballana cuna är en insektsart som beskrevs av Delong 1937. Ballana cuna ingår i släktet Ballana och familjen dvärgstritar. Inga underarter finns listade i Catalogue of Life.